# Rie Usui
Rie Usui (jap. 臼井 理恵, Usui Rie; * 28. Dezember 1989 in Tokio) ist eine japanische Fußballspielerin.

## Karriere

### Verein
Usui spielte in der Jugend für die Waseda-Universität. Sie begann ihre Karriere bei Sfida Setagaya FC. 2014 folgte dann der Wechsel zu Urawa Reds. Sie trug 2014 zum Gewinn der Nihon Joshi Soccer League bei. 2017 folgte dann der Wechsel zu Nojima Stella Kanagawa Sagamihara.

### Nationalmannschaft
Usui absolvierte ihr erstes Länderspiel für die japanischen Nationalmannschaft am 13. September 2014 gegen Ghana. Sie wurde in den Kader der Asienspiele 2014 berufen. Insgesamt bestritt sie sechs Länderspiele für Japan.

## Errungene Titel

### Mit Vereinen
- Nihon Joshi Soccer League: 2014